# Polizeiruf 110: Katharina
Katharina ist ein deutscher Kriminalfilm von Georg Schiemann aus dem Jahr 1989. Der Fernsehfilm erschien als 133. Folge der Filmreihe Polizeiruf 110.

## Handlung
Die 35-jährige Katharina erfährt, dass sie schwanger ist. Auf der Feier ihres Betriebes erscheint sie nicht, ist aber dort auch ohne Anwesenheit in aller Munde. Sie soll ein Projekt im Süden der Republik bearbeiten – mit Richard Paulsen, einer früheren Liebschaft. Im abendlichen Klatsch taucht immer wieder die Andeutung auf, dies könne zu einer neuen Liebesreise werden. Irgendwann verbietet der Direktor diesen Klatsch, der vor allem von seiner Chefsekretärin Wilma ausgeht.
Katharina hört am Morgen die Liebesnachricht ab, die ihr jugendlicher Liebhaber Johann auf Kassette gesprochen hat. Wenig später kommt Katharinas Mitbewohner Gregor Baumann nach Hause und findet Johann unter Schock auf einem Sessel. Vor ihm auf dem Boden liegt Katharinas Leiche. Oberleutnant Jürgen Hübner bittet Oberleutnant Thomas Grawe und Leutnant Klaus König um die Bearbeitung des Falls. Vor allem Thomas Grawe kommt dies ungelegen, hat er doch mehrere Tage Urlaub und plante, in dieser Zeit den Umzug seiner Familie in eine größere Wohnung zu bewältigen.
Bei ihren Ermittlungen stoßen Thomas Grawe und Klaus König auf ein Beziehungsgeflecht. Katharina hatte zahlreiche Affären, die sie jedoch stets im Guten beendete. Die Männer sprechen ausnahmslos gut von ihr, der junge Paul nennt sie sogar seine Lebensretterin, habe sie ihn doch einst aus einer für ihn nicht mehr aushaltbaren Beziehung geholt. Die Nachbarn brechen in Tränen aus, als sie von Katharinas Tod hören. Sie hatte dem alten Ehepaar Breit oft geholfen. Den Ermittlern schwirrt bald der Kopf. Katharina hatte eine Beziehung zu Johann. Kurz vor ihrem Tod sprach sie ihm eine Nachricht auf Kassette. Sie machte ihm deutlich, dass sie sich nach etwas Bedenkzeit endgültig für ihn entschieden habe und ihn liebe. Das Klingeln der Haustür unterbrach ihre Nachricht, in der sie Johann auch sagen wollte, dass sie von ihm im dritten Monat schwanger sei. Die Ermittler vermuten zunächst, dass Gregor Baumann der Täter sein könnte. Er hat kein Alibi für die Tatzeit, war Katharina jedoch in tiefer Freundschaft verbunden. Seit Jahren lebte er mit ihr zusammen, beide waren ein Paar, wenn Katharina nicht gerade in einen anderen Mann verliebt war, und Gregor akzeptierte auch, dass sie ihn nicht liebte, sondern nur sehr mochte. Er wusste, dass sie immer wieder zu ihm zurückkehren wird.
Zum Kreis der Verdächtigen gehört auch Richard Paulsen. Er war einst mit Katharina zusammen, obwohl er verheiratet war. Katharina trennte sich eines Tages von ihm, und er kehrte zu seiner Frau und den Kindern zurück. Das ist drei Jahre her. Bei einem Gespräch mit Chefsekretärin Wilma erfahren die Ermittler, dass sie im Spaß von einer neuen Affäre von Richard Paulsen und Katharina aufgrund ihrer zukünftigen gemeinsamen Arbeit im Süden tratschte. Dies hörten alle, auch Richards Frau Doris, der ihr Mann nichts von der Arbeit im Süden erzählt hatte. Thomas Grawe begibt sich zur Paartherapeutin, die Doris damals im Zuge der Rückkehr ihres Mannes zu ihr aufsuchte. Sie kam stets allein und die Psychologin stellte eine geradezu obsessive Fixierung Doris’ auf Mann und Kinder fest. Sie riet ihr damals, sich mit Katharina auszusprechen, doch lehnte Doris dies ab. Die Ermittler begeben sich zur Familie Paulsen. Doris hat ihrem Mann einen Zettel hinterlassen, in dem sie ihm mitteilt, ihn zu verlassen. Er hatte ihr kurz zuvor von Katharinas Schwangerschaft erzählt und sie war erschüttert. Im Keller der Familie finden die Ermittler das Tatwerkzeug: einen silbernen Kerzenleuchter. Die Fahndung nach Doris wird ausgerufen, da dringender Suizidverdacht besteht. Doris jedoch stellt sich kurze Zeit später selbst der Polizei. Sie gibt an, Katharina aufgesucht zu haben, da sie eine neue Affäre zwischen ihrem Mann und ihr befürchtete. Als Katharina zu lachen begann, erschlug Doris sie im Zorn. Sie glaubte, Katharina lache aus Überheblichkeit. Nun wird ihr die Kassette vorgespielt, die Katharina kurz vor ihrem Tod aufnahm und Doris erkennt, dass Katharina sie auslachte, da ihre Vermutung aberwitzig war. Beschämt bricht sie in Tränen aus.

## Produktion
Katharina wurde vom 6. Januar bis Ende März 1989 in Berlin, Potsdam und Golm gedreht. Die Kostüme des Films schuf Werner Bergemann, die Filmbauten stammen von Lothar Kuhn. Der Film erlebte am 27. Oktober 1989 im 1. Programm des Fernsehens der DDR seine Premiere. Die Zuschauerbeteiligung lag bei 38,8 Prozent.
Es war die 133. Folge der Filmreihe Polizeiruf 110. Oberleutnant Jürgen Hübner ermittelte in seinem 58. Fall und Oberleutnant Thomas Grawe in seinem 22. Fall.